# Gerhard Lachmann
Gerhard Lachmann (* 28. Januar 1958) ist ein ehemaliger deutscher Fußballspieler.

## Sportlicher Werdegang
Lachmann rückte Anfang der 1980er Jahre in den höherklassigen Fußball, als er mit Viktoria Griesheim in der seinerzeit drittklassigen Oberliga Hessen antrat. Mit dem Meister der Oberliga-Spielzeit 1980/81 konnte er zwar in den Folgejahren nicht erneut an den Erfolg anknüpfen, hatte jedoch höherklassig auf sich aufmerksam gemacht. 1984 wechselte der Abwehrspieler zum hessischen Nachbarn SV Darmstadt 98 in die 2. Bundesliga. Dort gehörte er zunächst zum erweiterten Stamm der Mannschaft und kam regelmäßig in mehr als der Hälfte der Saisonspiele zum Einsatz, aber erst unter dem zur Spielzeit 1987/88 verpflichteten Klaus Schlappner setzte er sich endgültig in der Startformation fest. Mit zwei Toren in 36 Saisonspielen trug er zum Erreichen der Relegationsspiele zur Bundesliga als Tabellendritter bei. In den drei Duellen gegen den SV Waldhof Mannheim – nach jeweiligen Unentschieden in den regulären Spielen musste eine Entscheidungspartie angesetzt werden – stand er in der Startformation. Bei der Niederlage im Elfmeterschießen auf neutralem Platz im Saarbrücker Ludwigsparkstadion gehörte er nicht zu den Entscheidungsschützen.
Für Lachmann folgten noch zwei erfolglose Zweitligaspielzeiten, ehe er sich 1990 als Fünftletzter – lediglich die bessere Tordifferenz gegenüber dem punktgleichen hessischen Konkurrenten KSV Hessen Kassel verhinderte den Gang in die Drittklassigkeit – vom Böllenfalltor verabschiedete. Beim SV Bernbach, der in die viertklassige Landesliga Hessen aufgestiegen war, spielte er fortan vornehmlich als Libero und schaffte 1995 mit der Mannschaft den Sprung in die Oberliga, die seit Einführung der Regionalliga 1994 ihrerseits die vierthöchste Spielklasse war. Dort beendete er 1997 seine aktive Laufbahn, nach einem im Frühjahr 1997 erlittenen Bänderriss sprang Norbert Nachtweih als Ersatzmann ein und beide wurden zum Saisonende verabschiedet.
Hauptberuflich ist Lachmann seit 1978 bei der Stadt Darmstadt angestellt. Zunächst war er als Fahrer beim Gartenbauamt, anschließend arbeitete er – während seiner Profilaufbahn in Teilzeit angestellt – als Kraftfahrer sowie Laborhelfer beim Umweltamt der Stadt, ehe er ab 1991 als technischer Betreuer zunächst die Kongresshäuser und ab 2001 das Hauptamt betreute.